# (19521) Chaos
(19521) Chaos ist ein großes transneptunisches Objekt im Kuipergürtel, das als Cubewano klassifiziert ist. Aufgrund seiner Größe von geschätzten 600 km ist er ein Zwergplanetenkandidat.

## Entdeckung und Benennung
Chaos wurde am 19. November 1998 vom Astronomenteam des Deep Ecliptic Survey am Kitt-Peak-Nationalobservatorium in Arizona entdeckt. Die vorläufige Bezeichnung lautete 1998 WH24. Nachdem die Umlaufbahn mit hinreichender Genauigkeit bestimmt worden war, erhielt er von der IAU die Kleinplanetennummer 19521.
Nach seiner Entdeckung ließ sich Chaos auf Fotos vom 17. Oktober 1991 identifizieren und so seine Umlaufbahn genauer berechnen. Seither wurde der Planetoid durch verschiedene Teleskope wie das Herschel-Weltraumteleskop sowie erdbasierte Teleskope beobachtet. Im Februar 2018 lagen insgesamt 112 Beobachtungen während 12 Oppositionen über einen Zeitraum von 26 Jahren vor.
Am 28. März 2002 gab das Minor Planet Center den Namen Chaos bekannt.

## Eigenschaften

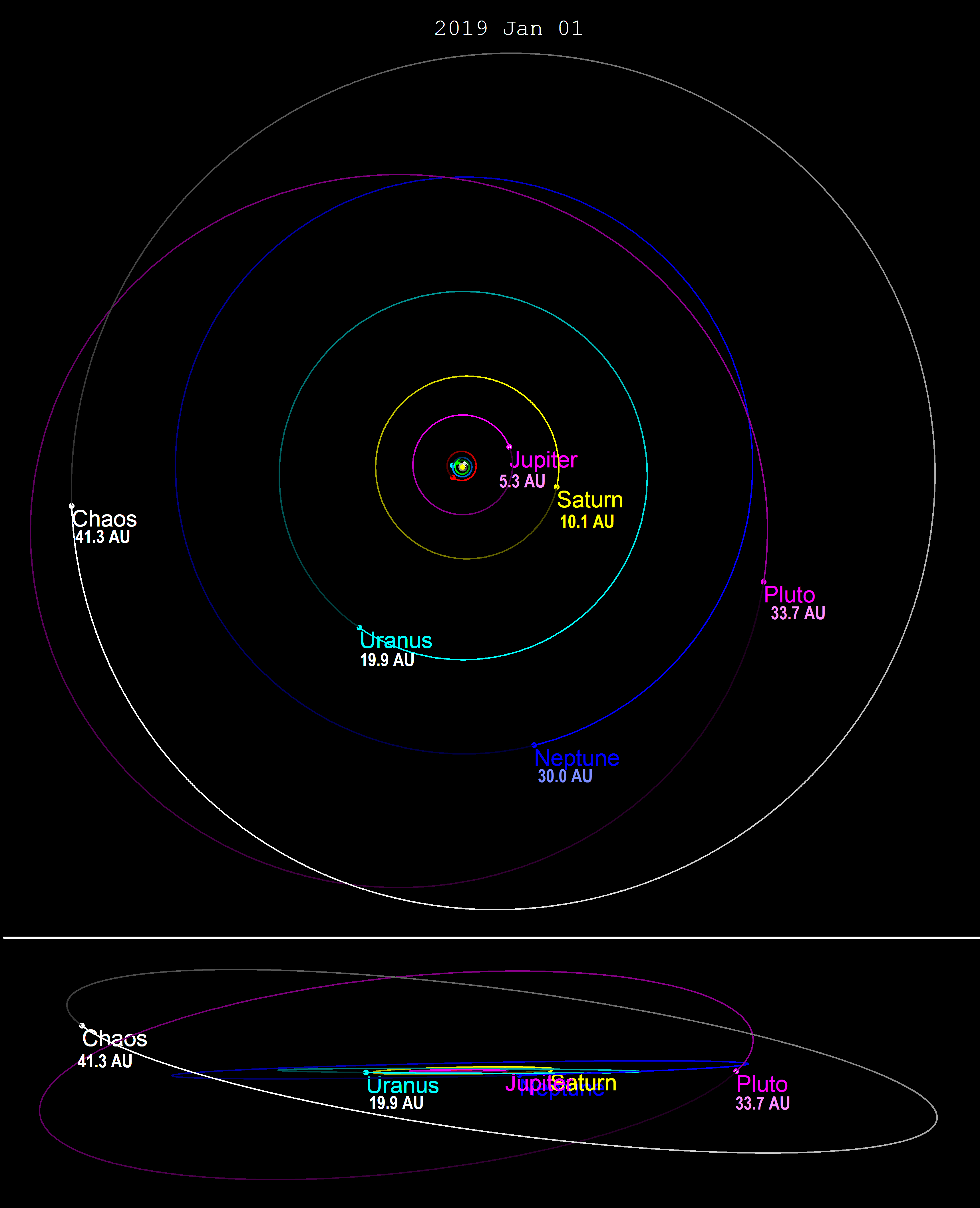
Orbit von Chaos (weiß) im Vergleich zu dem von Neptun (blau), Pluto (lila) und anderen.

### Umlaufbahn
Chaos umläuft die Sonne auf einer wenig elliptischen Bahn – die Bahnexzentrizität liegt bei 0,10 – in einem mittleren Abstand von 45,45 AE zu deren Zentrum. Die Umlaufdauer beträgt 306,50 Jahre. Das Perihel durchläuft er 2035 zum nächsten Mal. Zurzeit ist er etwa 41,3 AE von der Sonne entfernt. Die Bahn ist 12,1° gegen die Ekliptik geneigt. Er wird sowohl vom MPC als auch von Marc Buie (DES) als Cubewano eingestuft. Chaos unterliegt dank seines etwa 41 AE von der Sonne entfernten Perihels keinen nennenswerten Bahnstörungen durch Neptun. Da nur Beobachtungsdaten von 12 Oppositionen in 26 Jahren vorliegen, sind die Bahnelemente jedoch mit entsprechenden Unsicherheiten behaftet.

### Größe

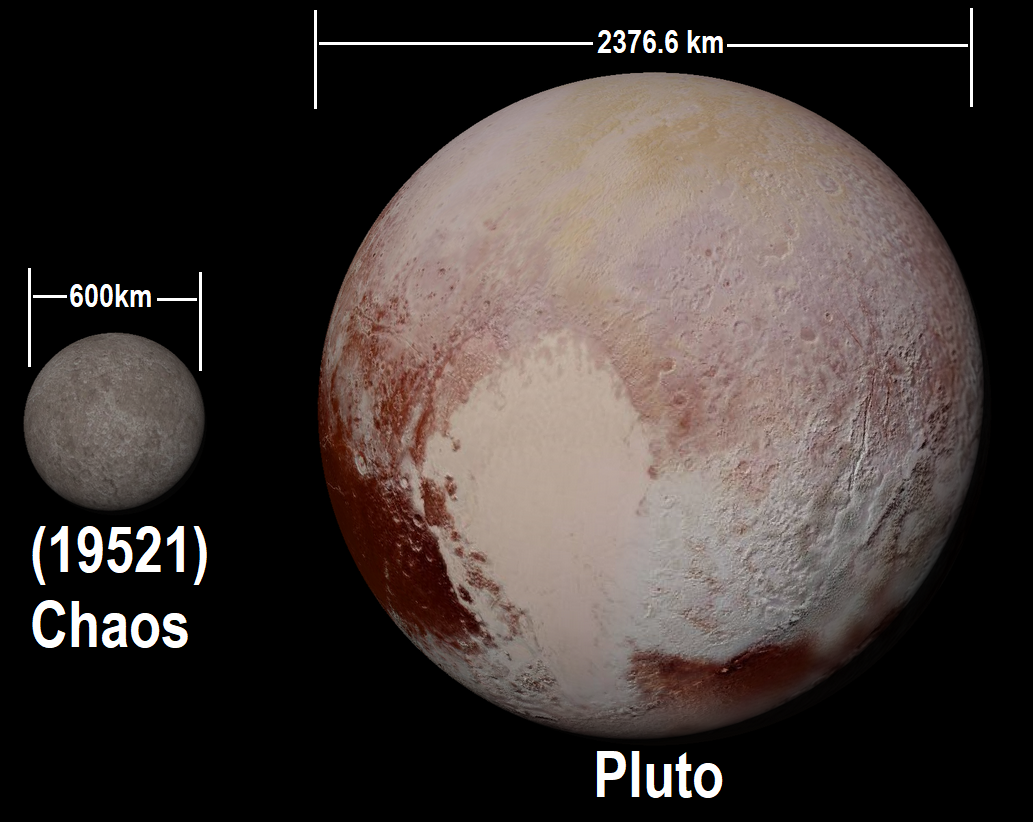
Größenvergleich mit Pluto

Untersuchungen mit dem Herschel-Weltraumteleskop (Instrument PACS) in Kombination mit älteren Daten des Spitzer-Weltraumteleskops (Instrument MIPS) bestimmten Chaos’ Albedo auf 0,05, woraus bei bekannter Helligkeit auf einen Äquivalenzdurchmesser von 600 km geschlossen werden kann.
| Jahr                                         | Abmessungen km     | Quelle          |
| -------------------------------------------- | ------------------ | --------------- |
| 2004                                         | <742,0             | Altenhoff u. a. |
| 2005                                         | <747,0             | Grundy u. a.    |
| 2005                                         | 600,0 +140,0−130,0 | Vilenius u. a.  |
| 2018                                         | 612,0              | Brown           |
| Die präziseste Bestimmung ist fett markiert. |                    |                 |